# Khasab
Khasab o Al-Khasab, in arabo خصب‎, è una città del Sultanato dell'Oman, situata nel nord del paese, nella penisola del Musandam. È la capitale del governatorato di Musandam, un'enclave del sultanato posta nel territorio degli Emirati Arabi Uniti, ed è la capitale del distretto omonimo (Wilayat Khasab).

## Geografia
Per la particolare posizione geografica di questa località - è la città più a nord della penisola del Musandam e di tutto l'Oman -  Khasab è conosciuta anche come "Top of the Emirates". In questo appellativo si manifesta, inoltre, il desiderio del sultanato dell'Oman ad aprirsi sempre più ad un turismo internazionale, sulla scia di quanto già avvenuto negli Emirati Arabi Uniti.

## Turismo
È una meta frequentata soprattutto da un turismo locale che, trascorsa la settimana nella frenetica città di Dubai, trova in Khasab un luogo tranquillo e incontaminato dove trascorrere piacevoli fine settimana. Dalla località di Khasab non è difficile scorgere in mare i delfini che sono soliti attraversare lo stretto di Ormuz.

## Geografia
Khasab si trova sullo stretto di Ormuz, che separa il mare Arabico dal Golfo dell'Oman, di fronte all'Iran.

## Galleria d'immagini

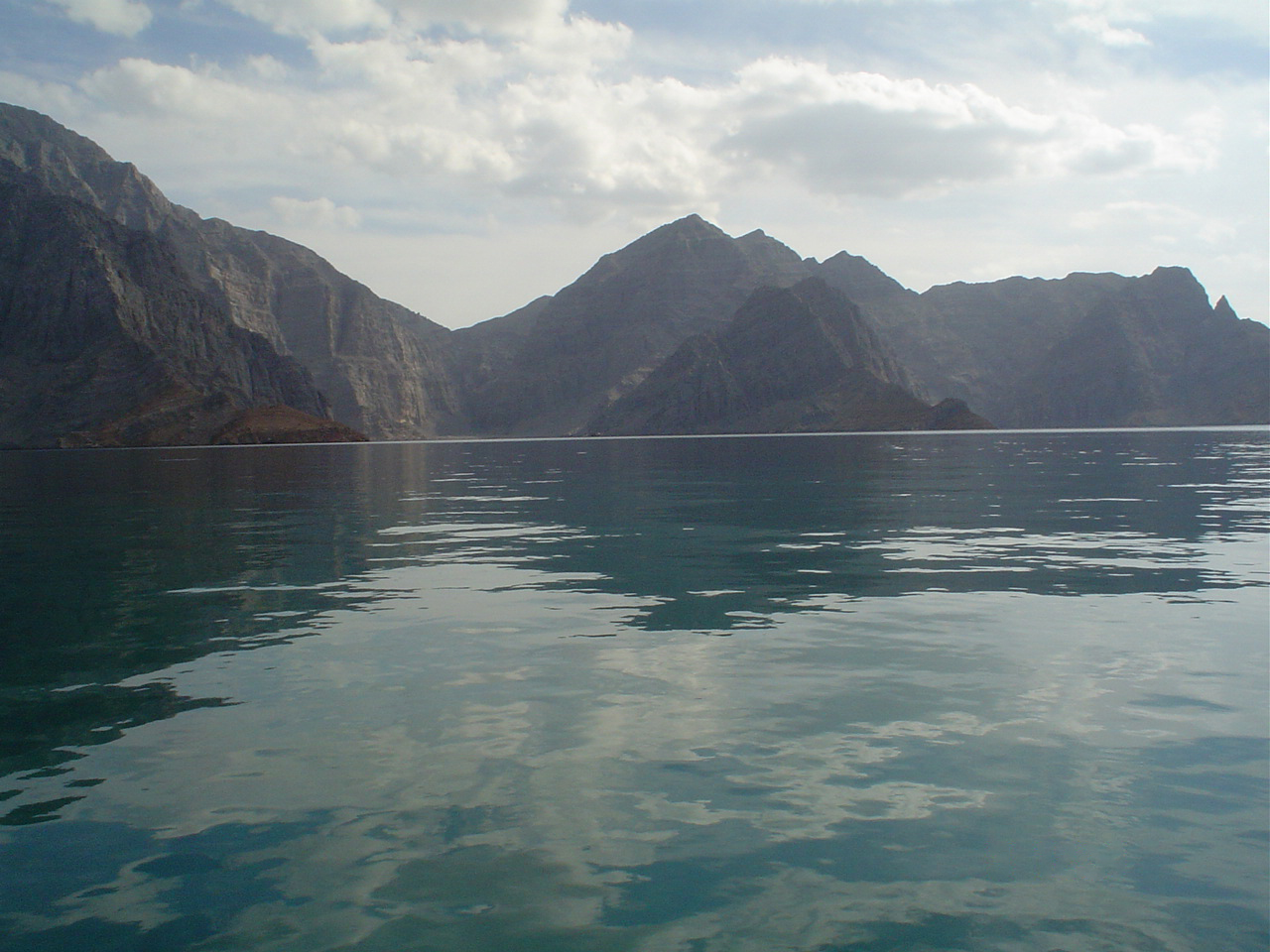
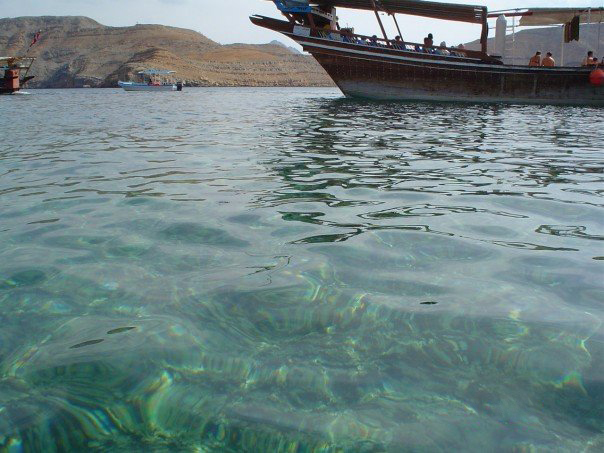
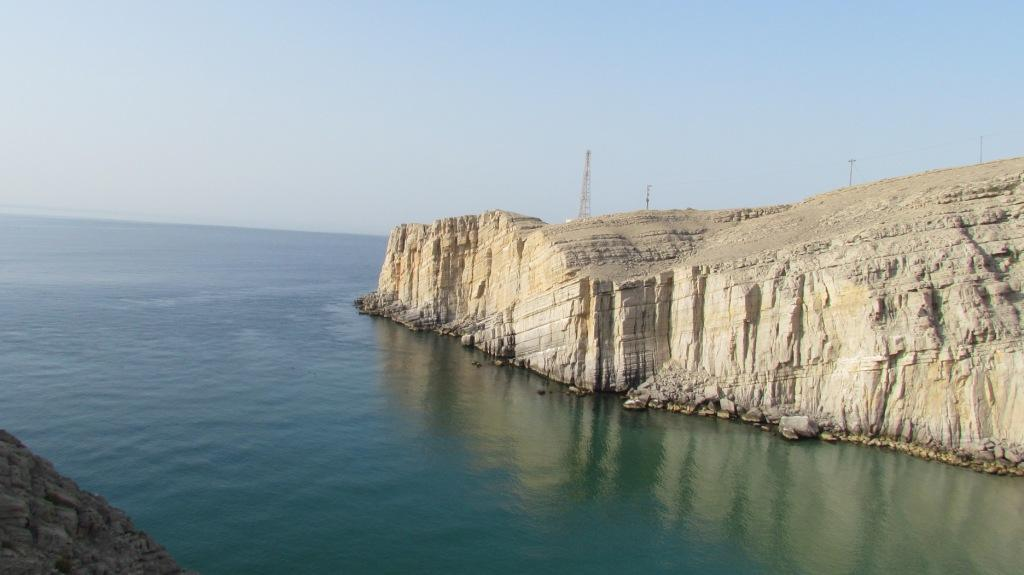
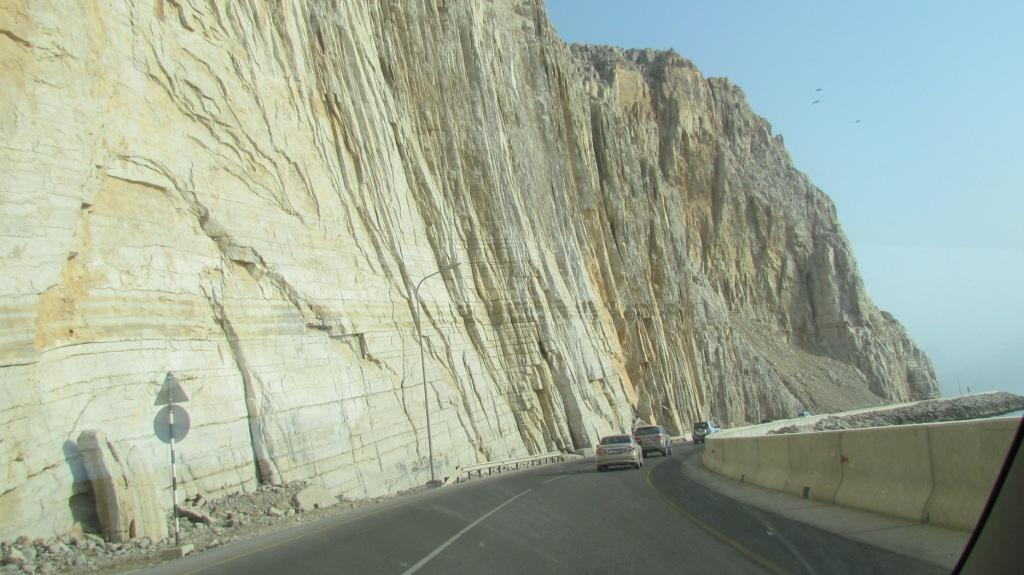
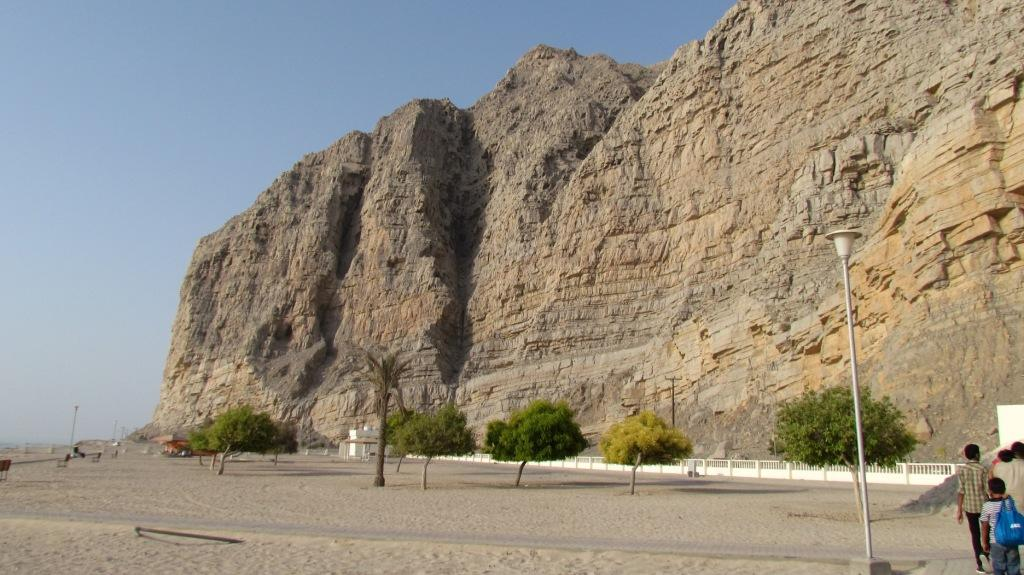
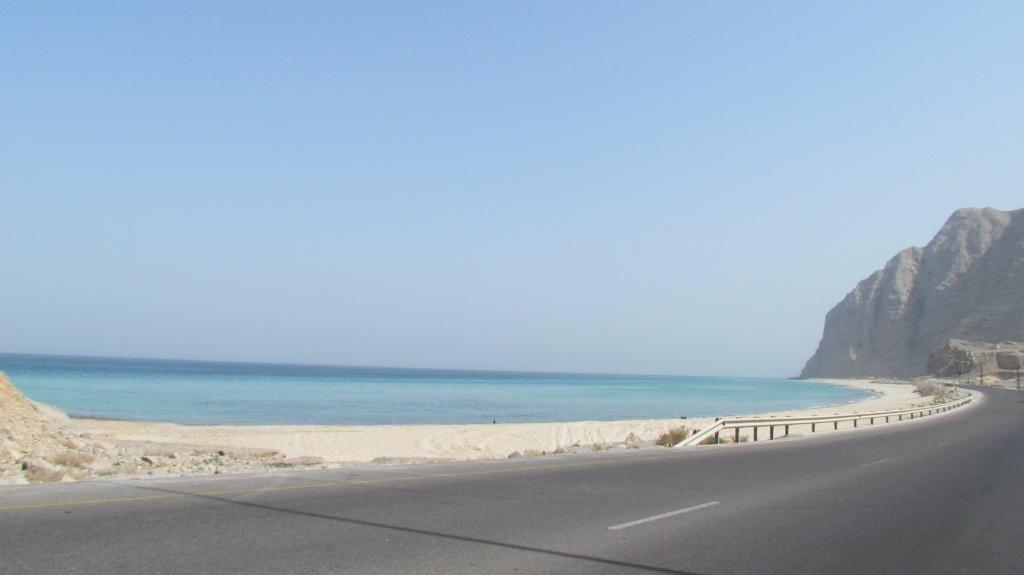